# Rote Liste Biotoptypen
Die Roten Listen der Biotoptypen sind auf Landesebene herausgegebene Listen über die Gefährdungssituation von Biotoptypen. Sie sind ein Instrument des Naturschutzes, um der Öffentlichkeit den Rückgang von Lebensräumen sichtbarer zu machen.
Dabei werden Landschaftsteile bewertet und in verschiedene Gefährdungskategorien eingeteilt. Sie sind ein Hilfsmittel zur Biotopschutzverbesserung und eine Ergänzung der Roten Liste der gefährdeten Arten. Dabei sollen Ökosysteme überwacht und eine Grundlage für politische Entscheidungen geschaffen werden.
Auf Bundesebene wurde durch das Bundesamt für Naturschutz im Jahr 2017 die 3. Fassung der Roten Liste der gefährdeten Biotoptypen Deutschlands veröffentlicht.